# Arnolds Spekke
Arnolds Spekke, scritto talvolta Arnolds Speke (Impero russo, 14 giugno 1887 – Washington, 27 luglio 1972), è stato uno scrittore, diplomatico e storico lettone.

## Biografia
Conseguì il dottorato in filologia all'Università della Lettonia nel 1927. Nel 1932 ottenne una borsa di studio presso la Fondazione Rockefeller e si recò a studiare prima in Polonia, poi in Italia. Dal 1933 al 1939 fu l'ambasciatore della Lettonia in Italia, in Grecia, in Bulgaria e in Albania; la sua residenza ufficiale era a Roma.
Il 27 luglio 1940, Spekke protestò contro l'occupazione sovietica della Lettonia consegnando un comunicato al governo italiano. Il 9 agosto dello stesso anno, Spekke rassegnò le dimissioni da ambasciatore; l'11 agosto fu il suo ultimo giorno di lavoro presso l'ambasciata lettone a Roma. Successivamente lavorò come insegnante, bibliotecario e traduttore a Milano e a Roma.
Dal 1945 al 1950 Spekke lavorò per il Comitato lettone a Roma; nel 1951 prese parte alla riunione durante la quale venne fondato il Comitato per la Liberazione della Lettonia. Nello stesso anno pubblicò l'opera History of Latvia, in cui illustrava la storia dei Balti e l'invasione del territorio lettone da parte dei Vichinghi, dei tedeschi e dei russi. In totale, dopo la seconda guerra mondiale, Spekke scrisse e fece pubblicare oltre quindici opere letterarie che trattavano della storia della Lettonia e della vita di alcuni umanisti originari della Livonia.
Dall'aprile 1954 Spekke fu incaricato d'affari e ambasciatore capo della delegazione lettone a Washington; due mesi dopo, divenne console generale della Lettonia per gli Stati Uniti.
Nel maggio del 1963, Spekke divenne capo del servizio diplomatico lettone in esilio; si dimise da questo incarico nel 1970.

## Opere (elenco parziale)
- History of Latvia (1951)
- Latvia and the Baltic problem (1955)
- The ancient amber routes and geographical discovery of the Eastern Baltic (1957)
- Baltijas jūra senajās kartēs (1959)
- The Baltic Sea in ancient maps (1961)
- Some problems of Baltic-Slavic relations in prehistoric and early historical times (1962)
- Senie dzintara ceļi un Austrum-Baltijas g̀eografiska atklašana (1962)
- Balts and Slavs (1965)
- Ķēniņa Stefana ienākšana Rīgā un cīņas par Doma baznīcu (1965)
- Atminu brīži (1967)
- (Postumo) Latvieši un Livonija 16. gs. (1995)

## Onorificenze
Durante la sua carriera da diplomatico, Spekke ricevette l'ordine delle Tre stelle e altre onorificenze francesi, polacche e svedesi.